# Penny Red

Il Penny Red con l'effigie della regina Vittoria.

Il Penny Red è stato il secondo francobollo postale ufficiale ad essere utilizzato al mondo. Venne preceduto dal Penny Black, il primo francobollo in assoluto ad essere stampato.

## Storia
Stampato per la prima volta nel 1841, il Penny Red succedette il Penny Black e continuò ad essere stampato sino al 1879 con piccoli cambiamenti durante gli anni. Il colore venne cambiato da nero a rosso in quanto si presentava complesso vedere gli annulli filatelici sul Penny Black; l'inchiostro usato era infatti nero ed era più visibile sul Penny Red.
Inizialmente la stampa venne curata dalla ditta Perkins, Bacon & Co e i francobolli venivano tagliati con un paio di forbici così come avveniva per il Penny Black e per le prime stampe del Two pence blue. Il taglio automatico a macchina con bordino seghettato entrò in uso dal 1850 e venne ufficialmente adottato nel 1854. La versione definitiva adottò sul bordo l'uso di alcune lettere sugli angoli che indicavano la posizione del francobollo sul plateau da cui veniva tagliato.
Nel gennaio del 1855 la perforazione laterale venne cambiata da 16 a 14 dentelli in quanto i fogli si rompevano troppo facilmente.
I francobolli venivano stampati in fogli da 240 (20 righe 12 francobolli ciascuna), pertanto una riga aveva il costo di uno scellino e un foglio completo valeva una sterlina.
Il 1º aprile 1864, ai francobolli venne aggiunta anche la filigrana consistente in una stella.
La stampa del Penny Red venne a terminare nel 1879 e venne succeduto dal Penny Liliac che ebbe più lunga durata di emissione.